# La Chapelle-d'Aligné
 La Chapelle-d'Aligné  es una población y comuna francesa, situada en la región de Países del Loira, departamento de Sarthe, en el distrito de La Flèche y cantón de La Flèche.

## Demografía
| 1235 | 1148 | 1067 | 1041 | 1098 | 1165 |
| Para los censos de 1962 a 1999 la población legal corresponde a la población sin duplicidades (Fuente: INSEE [Consultar]) |      |      |      |      |      |